# Schlacht um Cherbourg
Luftkrieg · Seekrieg
Neptune · Caen · Carentan · Cherbourg · Saint-Lô · Cobra · Bretagne · Lüttich · Falaise · Paris
Die Schlacht um Cherbourg fand im Zweiten Weltkrieg während der Schlacht in der Normandie im Juni 1944 statt. Ursprünglich beabsichtigten die Alliierten, die französische Stadt Cherbourg bei der Operation Neptune zusammen mit anderen wichtigen Städten der Normandie wie beispielsweise Caen zu erobern. Aufgrund des hartnäckigen Widerstands der deutschen Truppen konnten sie Cherbourg jedoch erst am 27. Juni 1944 einnehmen.

## Ausgangssituation

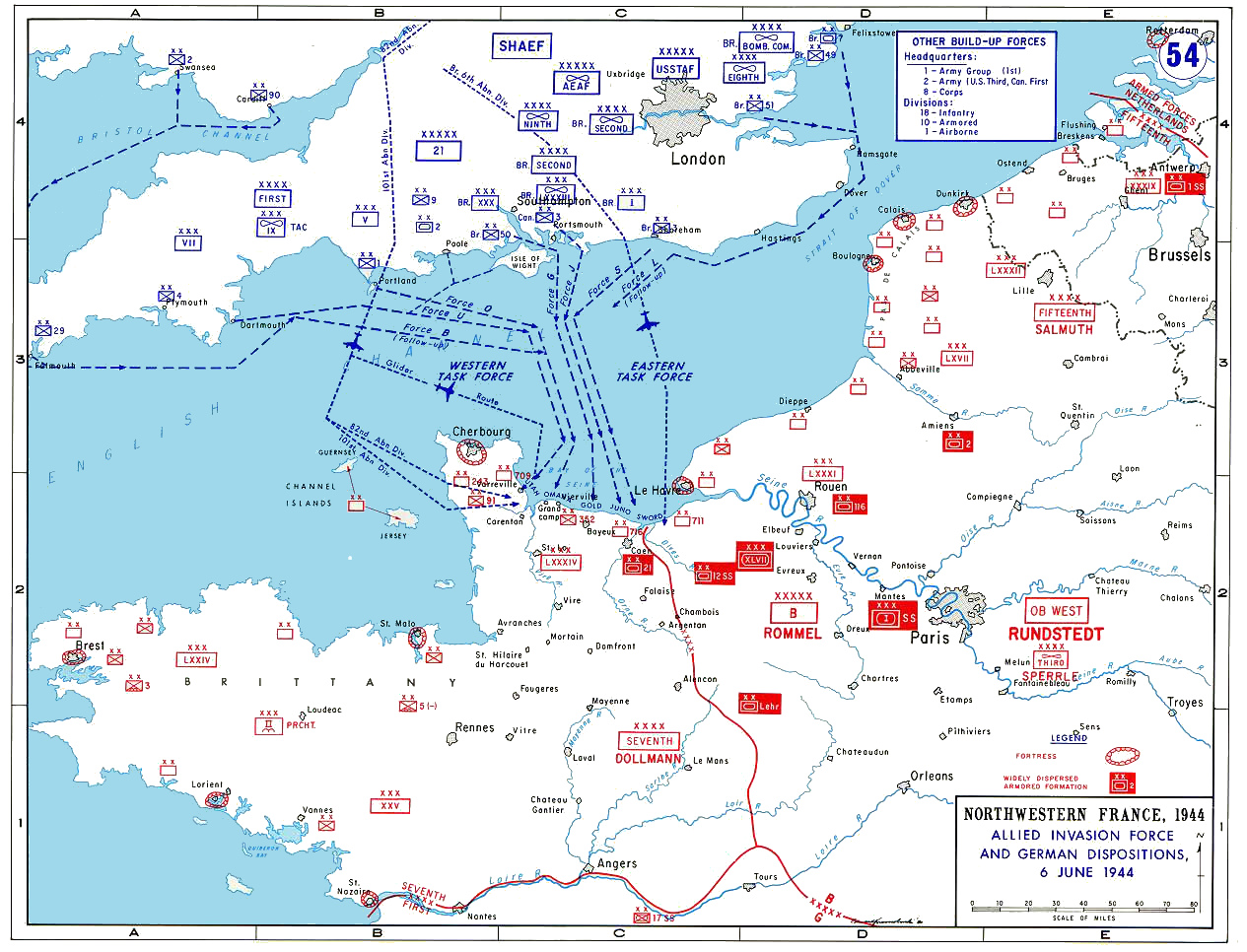
Karte der Normandie und der Truppenstärken und -bewegungen

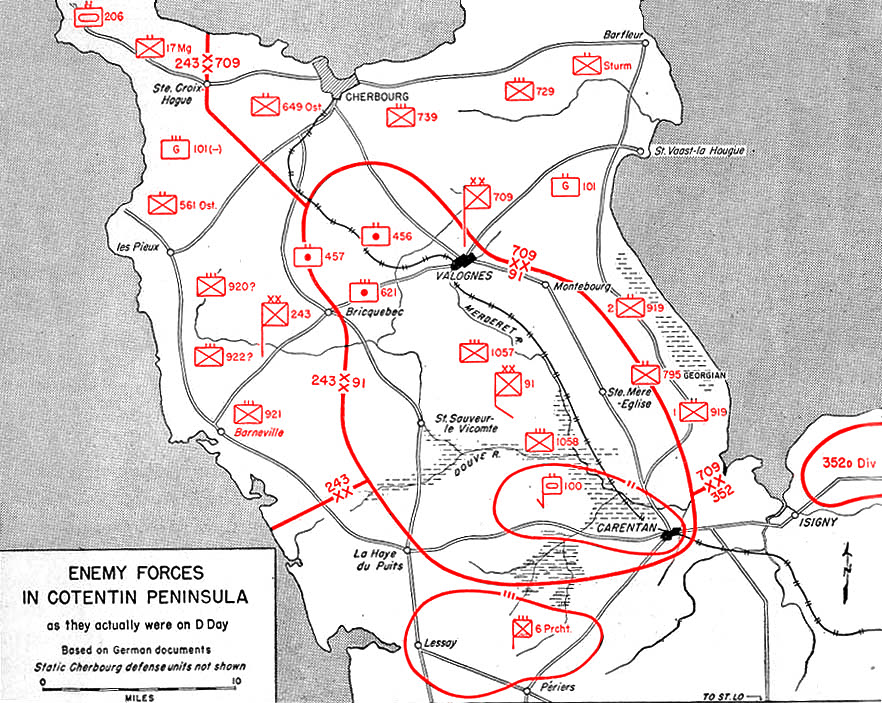
Karte der Halbinsel Cotentin mit deutschen Truppenstellungen (6. Juni 1944)

Bereits vor Kriegseintritt der USA im Dezember 1941 war ein Engagement am europäischen Kriegsschauplatz absehbar. In der Konferenz von Washington 1941 bestätigten Franklin D. Roosevelt und Winston Churchill, dass eine Landung am europäischen Kontinent erforderlich werden würde, und zwar über das Mittelmeer, von der Türkei aus in den Balkan oder durch Landungen in Westeuropa. Dem Krieg gegen die deutsche Wehrmacht wurde Priorität gegenüber dem Pazifikkrieg gegen Japan eingeräumt.
Um die Rote Armee zu entlasten, hatte Josef Stalin die Westalliierten zur Eröffnung einer zweiten Front gedrängt. Auf der Konferenz von Teheran im November 1943 wurden daher Landungen in Nord- und Südfrankreich (die Operationen Overlord und Anvil) beschlossen. Im Gegensatz zu Winston Churchill, der, angeblich aufgrund fehlender Transportmittel, auf einen Verzicht auf die Operation Anvil drängte, favorisierte Stalin die ursprünglich geplante Zangenbewegung. Die Rote Armee hatte diese Taktik schon öfter erfolgreich angewandt. Die Amerikaner hielten eine Invasion in Südfrankreich ebenfalls für sinnvoll, da die Häfen von Toulon und Marseille gute Nachschub- und Versorgungsmöglichkeiten für die alliierten Truppen in Frankreich bieten würden. Die Durchführung einer zeitgleichen Invasion in Südfrankreich (Operation Anvil) wurde aufgegeben und als Operation Dragoon zeitversetzt im August 1944 durchgeführt.
Bei der Casablanca-Konferenz wurde in Abwesenheit Stalins die Gründung eines kombinierten Hauptquartiers, des Supreme Headquarters Allied Expeditionary Force, beschlossen. Die Führung der Supreme Allied Commander sollte Dwight D. Eisenhower übernehmen. Eisenhowers Stabschef wurde, unter der Bezeichnung Chief of Staff to the Supreme Allied Commander, der Lieutenant-General (Generalleutnant) Frederick E. Morgan, der die Planung für die Operation Overlord leiten sollte. Das Kommando über die Landeinheiten übernahm Bernard Montgomery. Die Seestreitkräfte sollte Admiral Bertram Ramsay befehligen, die Luftstreitkräfte Air Chief Marshal Trafford Leigh-Mallory. Als Hauptziele war die Einnahme der großen Städte Caen, Bayeux, Saint-Lô und Cherbourg in der Planung vorgesehen.

## Die Schlacht

### Der Weg nach Cherbourg

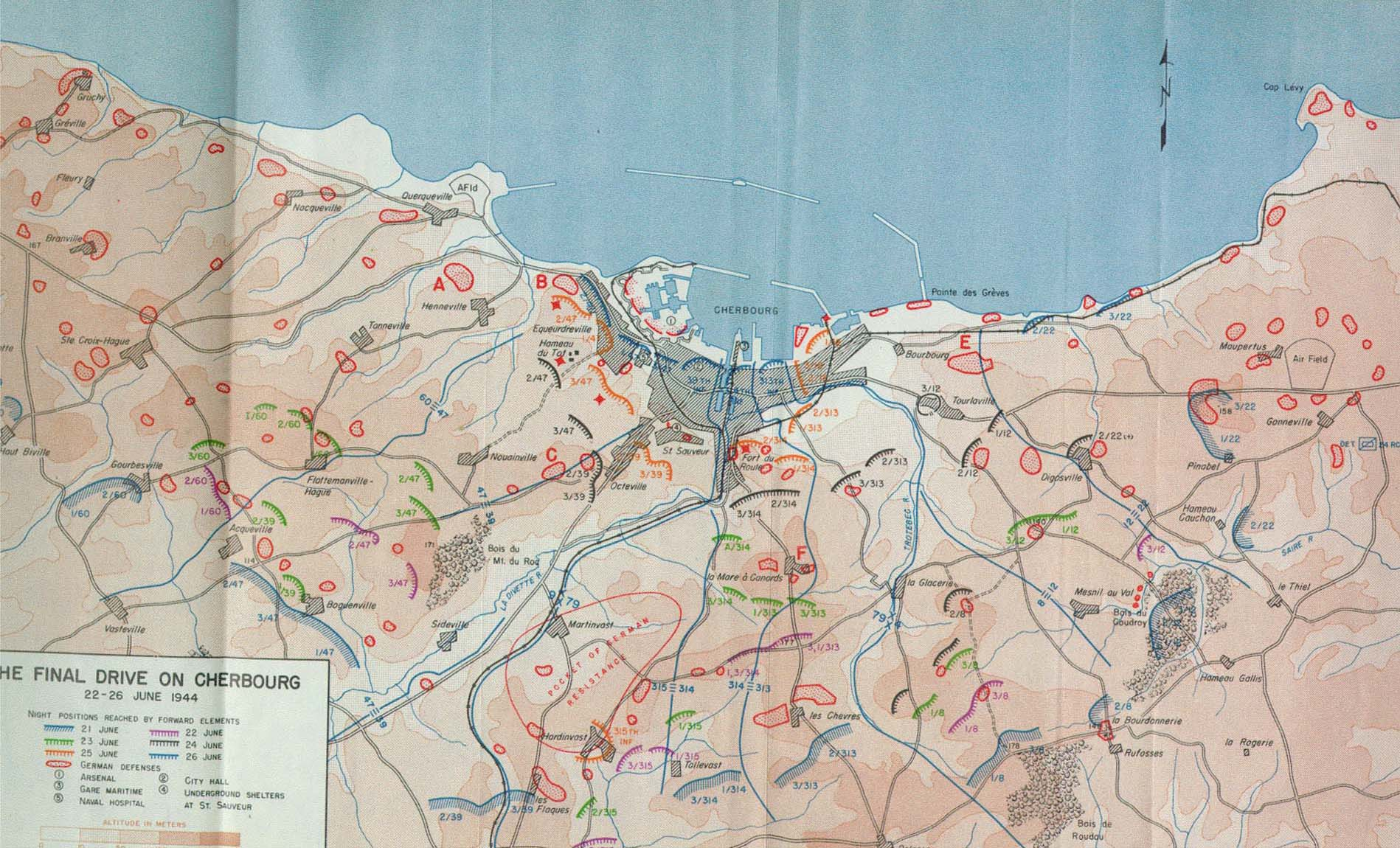
Karte von Cherbourg und dem Umfeld

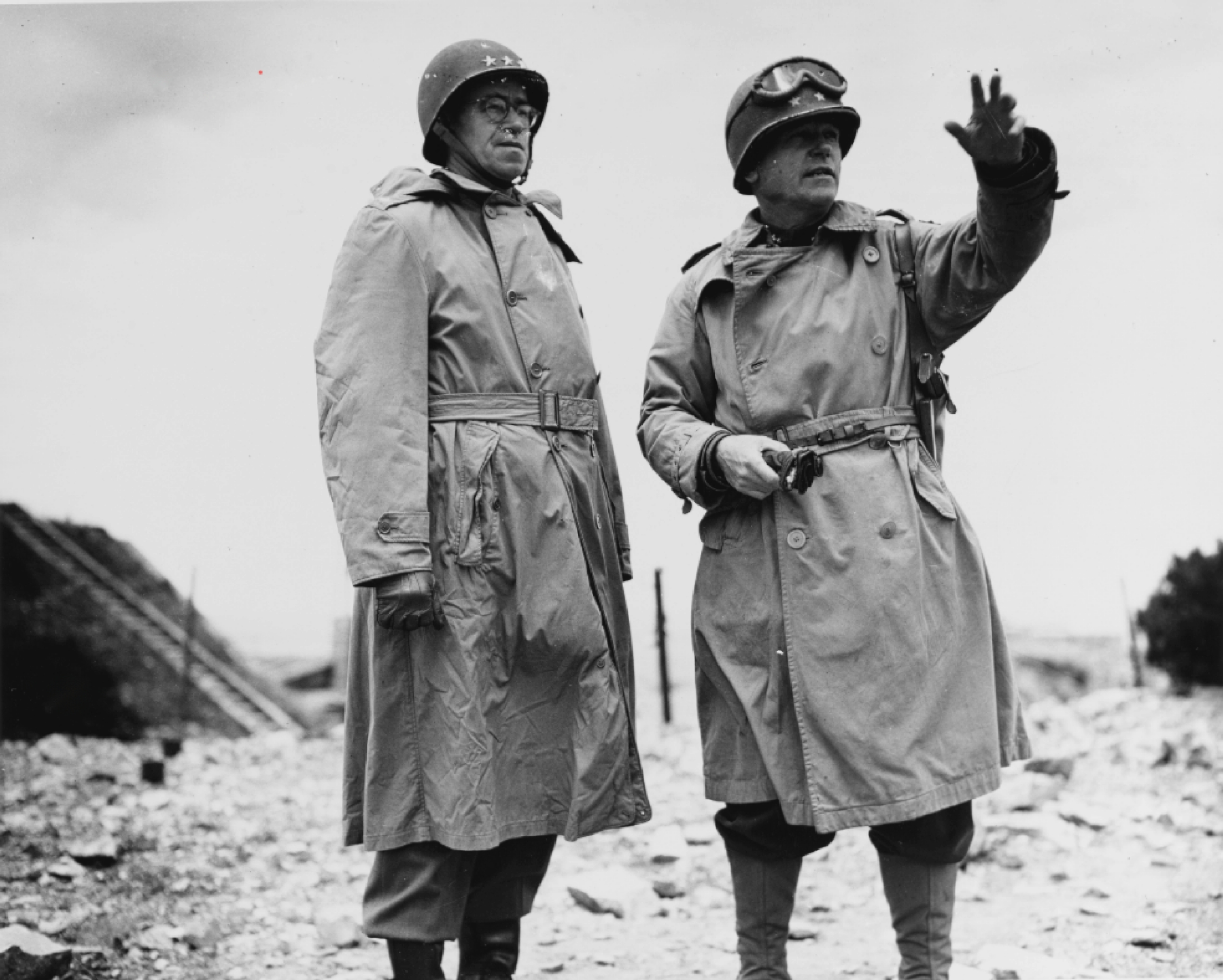
J. Lawton Collins (rechts) mit Omar N. Bradley nahe Cherbourg

Nachdem sich die amerikanischen Einheiten, die in den Zonen Utah Beach und Omaha Beach gelandet waren, zusammengeschlossen und Carentan erobert hatten, rückten sie auf Cherbourg vor. Das VII US-Corps sollte die Halbinsel Cotentin von Norden und Westen her abriegeln, um so Cherbourg erobern zu können.
Die deutschen Einheiten waren zwar zahlenmäßig unterlegen, konnten aber, da sie das Gelände und die Bocage-Landschaft für sich nutzten, den Vormarsch der alliierten Verbände verlangsamen, obwohl General Omar Bradley die Truppen auf dem Cotentin gut mit Nachschub und Verstärkungen bedachte.
Am 14. Juni gelang es der 4th Infantry Division trotz starkem Widerstand, die deutsche Hauptverteidigungslinie im Norden zu durchbrechen. Im Westen kam das VII US-Corps ebenfalls langsam voran, da es die Flüsse Merderet und Douve überqueren musste.
Am 15. Juni verstärkte General J. Lawton Collins, der Kommandeur des VII US-Corps, die amerikanischen Truppen, die westlich der Merderet vorrückten, mit der 82nd Airborne Division unter Matthew Ridgway und der 9th US-Infantry Division, die unter dem Kommando von Manton S. Eddy stand.
Die deutschen Verbände zogen sich etwas zurück, um ihre Abwehrfront zu verkürzen, wodurch es der 82nd Airborne gelang, Saint-Sauveur-le-Vicomte zu erobern, nachdem es ihr zuvor, am 16. Juni, gelungen war, die Douve zu überqueren. Collins sah daraufhin die Möglichkeit, schnell an die Küste zu gelangen. Er befahl der 82nd Airborne- und der 9th Infantry Division, entlang der Hauptstraßen in Richtung Westen bis an die Küste vorzurücken. Die beiden Divisionen überraschten die deutschen Truppen durch ihren schnellen Vorstoß und erreichten in der Nacht vom 17. auf den 18. Juni die Küste. Die deutschen Verbände verfügten nicht über ausreichende Kräfte für einen organisierten Gegenangriff.
Die meisten Städte und Dörfer wurden durch das alliierte Bombardement, Artilleriefeuer sowie durch die Kämpfe großteils zerstört.
Die amerikanischen Verbände rückten daraufhin in nördlicher Richtung vor, eroberten Montebourg und Valognes sowie die nach Cherbourg führende Hauptstraße. Am 20. Juni zogen sich die Wehrmachtstruppen in die Stadt Cherbourg zurück.

### Der Kampf um die Stadt

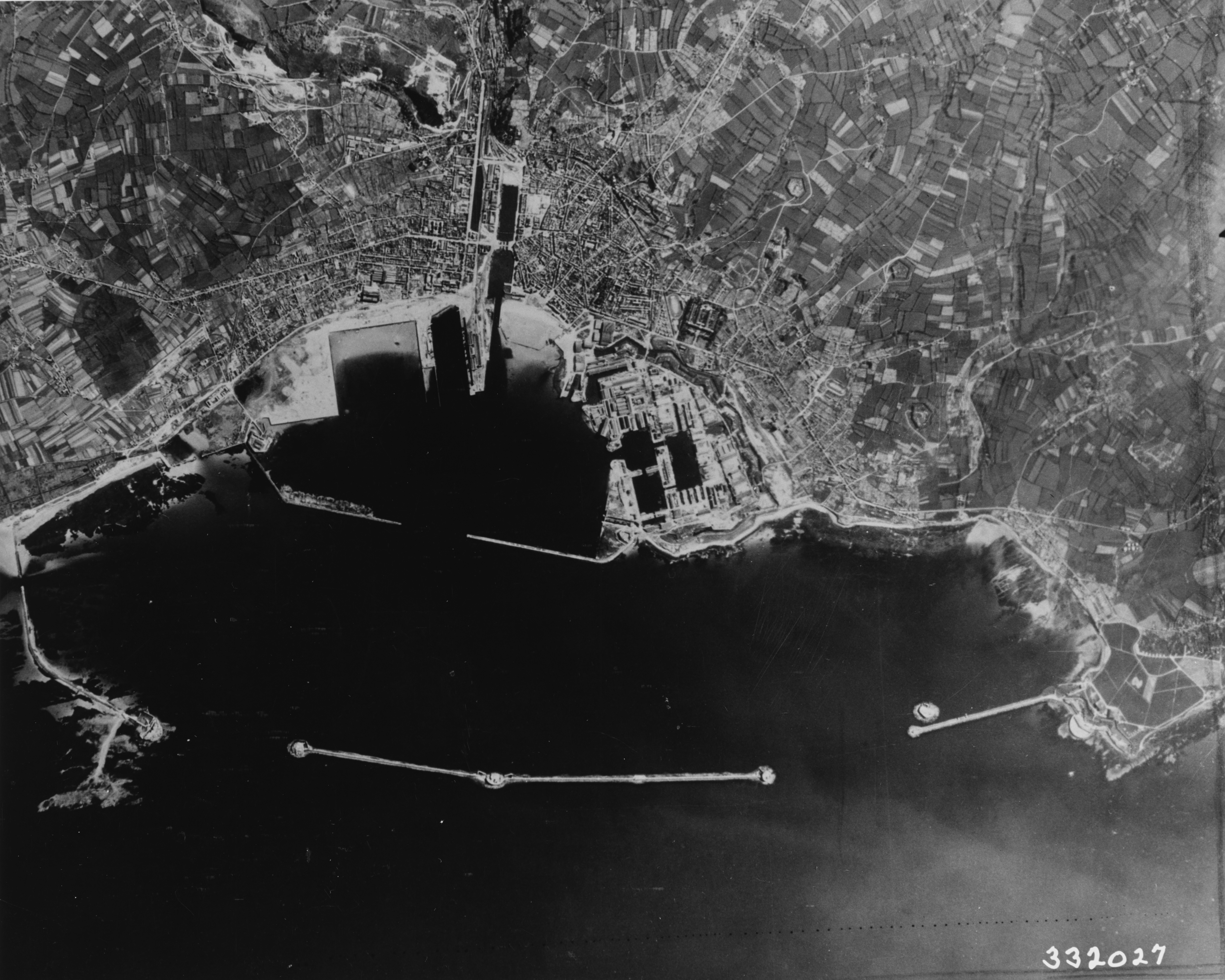
Luftaufnahme der Stadt Cherbourg aus dem Jahr 1944

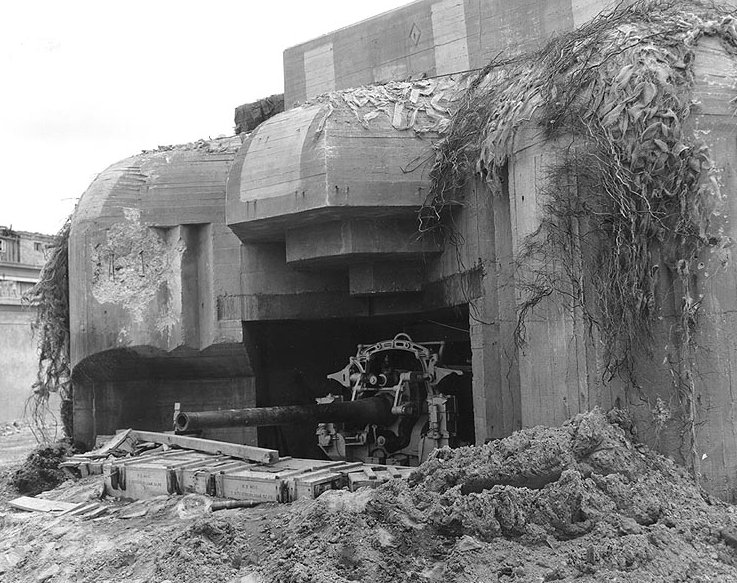
Deutsches Geschütz in der Festung Cherbourg

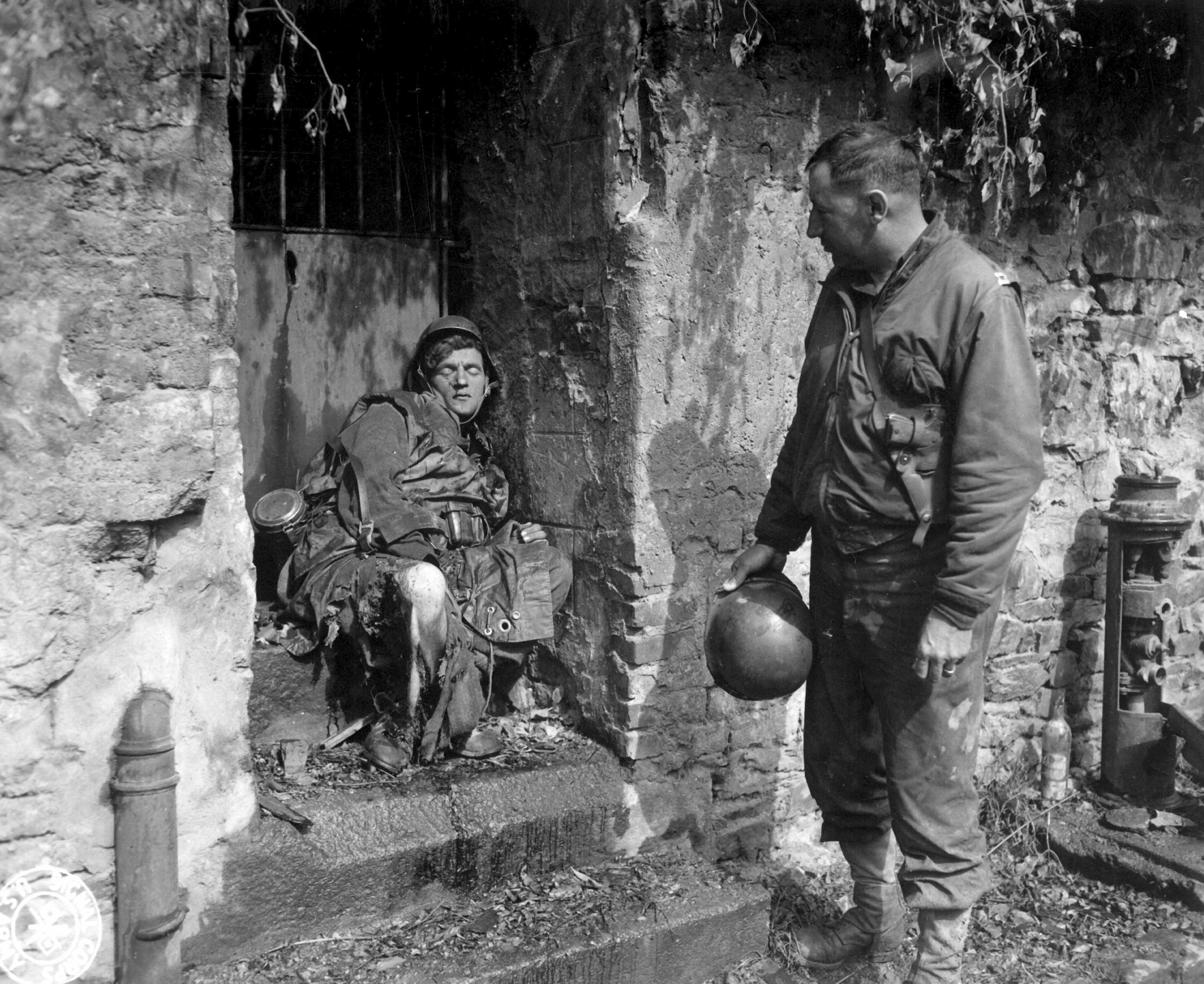
Toter deutscher Soldat – einer der letzten Verteidiger der Stadt

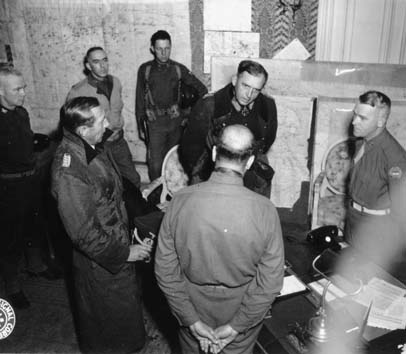
Hennecke, von Schlieben und Collins bei der offiziellen Kapitulation der Stadt

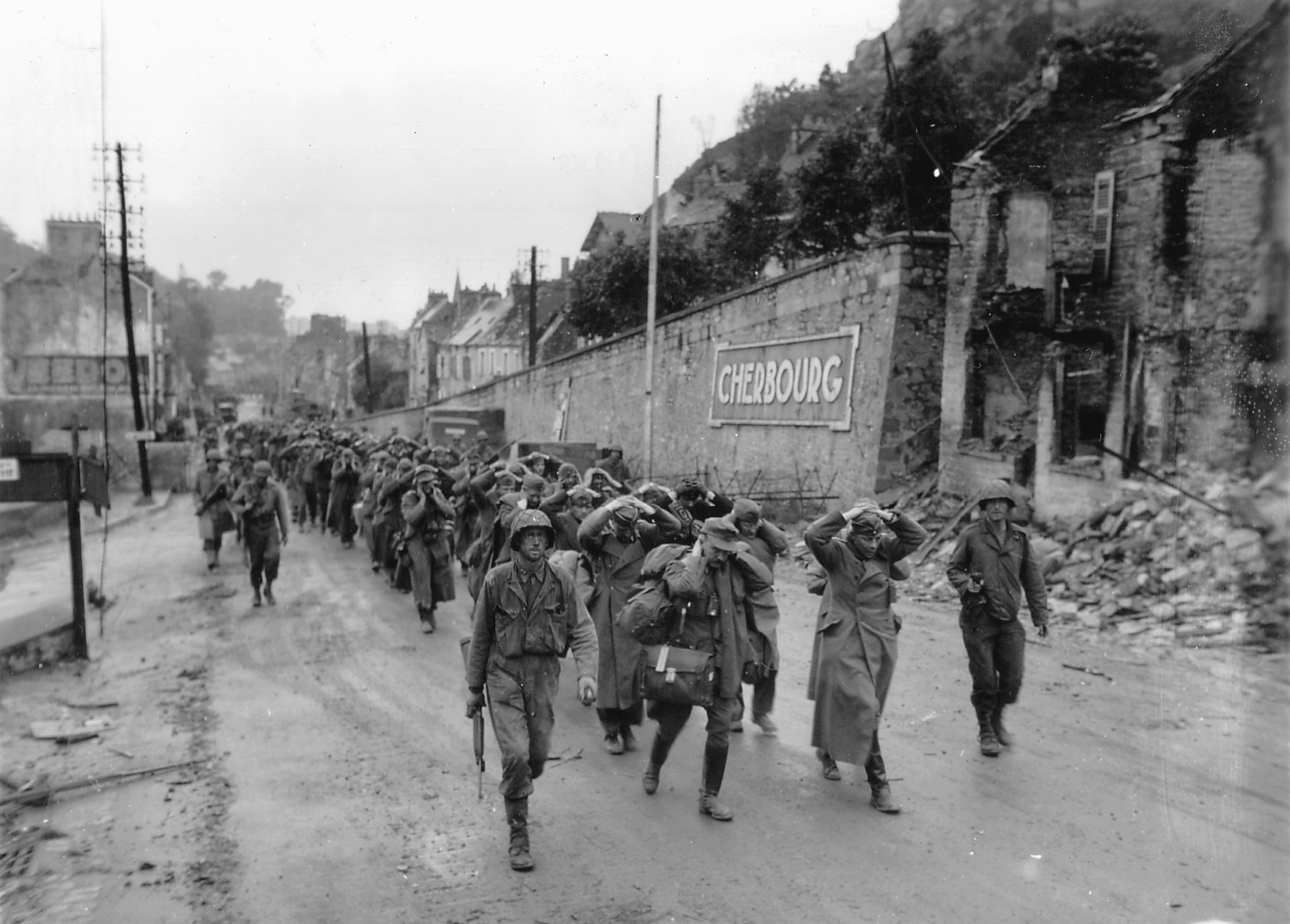
Deutsche Kriegsgefangene unter alliierter Bewachung in Cherbourg

Hitler ernannte im Januar 1944 die wichtigsten Hafenstädte im Westen zu 'Festungen'; eine vor allem symbolische Handlung. Cherbourg war teilweise festungsartig ausgebaut worden. Die Verteidigungsanlagen bestanden aus diversen Bunkern, betonierten MG-, Granatwerfer- und Artilleriestellungen.
Am 20. Juni erreichten die amerikanischen Truppen den äußeren Verteidigungsring. Ihre Späh- und Stoßtrupps wurden zunächst zurückgeworfen. Collins hoffte angesichts der gut ausgebauten Verteidigungsstellungen auf demoralisierte und schlecht ausgerüstete Soldaten innerhalb der Festung. Daraufhin forderte Collins den deutschen General Karl-Wilhelm von Schlieben, den Kommandanten der Stadt, am 21. Juni auf, zu kapitulieren. Von Schlieben jedoch lehnte ab.
Am 22. Juni griffen die amerikanischen Kräfte die deutschen Verteidigungsstellungen an. Um etwa 12:40 Uhr griffen Jagdbomber des Typs Mustang und Typhoon die Stadt mit Bomben und ihren Bordwaffen an. Danach folgte gegen 13:00 Uhr ein Bombenangriff von 562 Jagdbombern, deren Bomben jedoch aufgrund vom Wind verwehter Zielmarkierungen auch amerikanische Truppen trafen. Um etwa 14:00 Uhr erfolgte dann ein Bombardement durch 377 mittlere Bomber.
Nach Artillerie- und Panzerbeschuss griffen amerikanische Infanteristen und Sturmpioniere die Stadt an. Die Sturmpioniere schalteten die Verteidigungsanlagen systematisch aus, während Soldaten mit Maschinengewehren auf die Schießscharten feuerten und so verhinderten, dass die deutschen Besatzungen Widerstand leisteten. Als die Sturmpioniere an die Bunker gelangten, sprengten sie mit Hohlladungen die Bunkertüren und schalteten die Besatzungen dann mit Phosphorgranaten aus.
Am 23. Juni starteten die deutschen Verbände vereinzelte Gegenangriffe und leisteten weiterhin Widerstand. Die US-Truppen rückten immer weiter vor und beschossen die Stadt mit Artillerie und Bomben. Am 25. Juni nahmen neben der Artillerie und den Bombern drei Schlachtschiffe und vier Kreuzer am Beschuss teil. Unter ihnen das Schlachtschiff Texas, das mindestens ein Geschütz der Batterie Hamburg ausschaltete.
Im Kampf mit der Batterie „Hamburg“ wurden alle Schiffe beschädigt, die Amerikaner erlitten Verluste durch Tote und Verwundete von 130 Mann.
Infolge des starken Artilleriebeschusses gelang es dem VII US-Corps, in das Innere der Stadt vorzudringen. Daraufhin zerstörten die deutschen Verteidiger die Hafenanlage der Stadt, damit sie nicht in die Hände der Alliierten fiel. Einige stark befestigte Stellungen leisteten am 26. Juni noch immer Widerstand, dieser war jedoch nicht mehr koordiniert.
Karl-Wilhelm von Schlieben, der am 23. Juni 1944 zum Kommandanten der Festung Cherbourg ernannt wurde, entschloss sich drei Tage später, am Abend des 26. Juni 1944, zur Kapitulation. Nach seiner Kapitulation zusammen mit Konteradmiral Walter Hennecke, dem Kommandanten der Seeverteidigung Normandie, gegenüber der 9th US-Infantry Division unter Generalmajor Manton S. Eddy, ergab sich von Schlieben mit über 800 anderen Soldaten in seinem unterirdischen Befehlsbunker in St. Sauveur und ging daraufhin in Kriegsgefangenschaft. Es folgte eine zweite, offizielle Kapitulation im Chateau Servigny in Yvetot-Bocage, dem Hauptquartier von General Collins.
Die deutschen Stellungen, die noch immer Widerstand leisteten, konnten am 27. Juni überzeugt werden, die Kampfhandlungen einzustellen. Ausschlaggebend waren Lautsprecherdurchsagen, die beinhalteten, dass die Kapitulation unterzeichnet worden sei. Am selben Tag überreichte Collins dem Bürgermeister Cherbourgs im Rathaus eine aus Fallschirmseide gefertigte Trikolore. Am 29. Juni waren auch die letzten Verteidigungsstellungen unter alliierter Kontrolle.
Insgesamt gingen etwa 10.000 deutsche Soldaten in Kriegsgefangenschaft. Die amerikanischen Verluste beliefen sich auf etwa 2.800 Tote, 3.000 Vermisste. Zudem hatten die Amerikaner etwa 13.500 Verwundete. Am 1. Juli war das gesamte nördliche Cotentin in amerikanischer Hand.
Die Verteidiger kämpften nicht so fanatisch wie zum Beispiel in OKW-Befehlen von Februar 1944 zur Verteidigung von Festungen gefordert. Darin war befohlen worden, 'bis zum letzten Mann' zu kämpfen und keinesfalls zu kapitulieren.

## Wiederaufbau
Der Hafen Cherbourgs war von diversen Schiffen verstopft, vermint und zu großen Teilen zerstört. Zuerst räumten die Alliierten die Minen mit Minensuchbooten und Tauchern, wonach eine Bergung der versenkten Schiffe folgte, um den Hafen wieder befahrbar zu machen. Außerdem mussten Schutt und zerstörte Gebäude beseitigt bzw. repariert werden.
Nach fünfzehn Tagen war der Hafen so weit instand gesetzt, dass er wieder benutzt werden konnte. Jedoch war der ganze Hafen erst nach drei Monaten, in denen Tag und Nacht gearbeitet werden musste, vollständig instand gesetzt.
Gilles Perrault bezeichnete den Hafen als „die wichtigste Versorgungsader der alliierten Streitkräfte“. Am 7. September gingen 23.000 neue amerikanische Soldaten in Cherbourg an Land, um weiter an die Front befördert zu werden. Ab dem 15. Oktober wurden täglich mehr als 20.000 Tonnen Ausrüstungsmaterial umgeschlagen, woraufhin der Hafen am 2. November mit 133 Schiffen, die anlegten, sowie mit einer Million Bruttoregistertonnen zum größten Umschlagplatz der Welt wurde, was jedoch im Februar 1945 von zwei Millionen Bruttoregistertonnen übertroffen werden konnte.

## Nachwirkungen und Gedenken

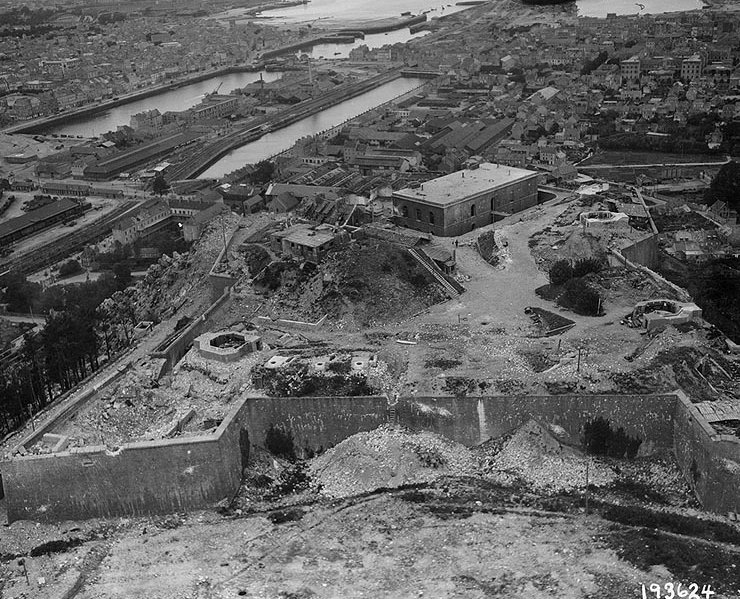
Blick auf eine zerstörte deutsche Verteidigungsanlage in Cherbourg

Da die Deutschen die Hafenanlagen vor der Kapitulation zerstört hatten, konnten die Alliierten den Hafen nicht wie geplant nutzen. Bradley aber konnte sich nach der Einnahme Cherbourgs auf den Ausbruch aus der Normandie konzentrieren und startete am 24. Juli die Operation Cobra. Nach dem Erfolg dieser Operation und der Schlacht um Caen gelang es den Alliierten, viele der deutschen Verbände im sogenannten Kessel von Falaise einzuschließen. Die Schlacht um Cherbourg sowie die anderen Kämpfe in der Normandie verhalfen den Alliierten zu einer festen Basis in Nordfrankreich, woraufhin sie die Befreiung von Paris erfolgreich abschließen und später auch Deutschland erobern konnten.
In und um Cherbourg befinden sich heute diverse Gedenkstätten, die an die verlustreichen Kämpfe erinnern.

## Befreiungs-Museum
In Cherbourg, im Fort du Roule, auf dem die Stadt geografisch beherrschenden Berg von Roule, Höhe 117 m, befindet sich heute das Musée de la Liberation de Cherbourg. Das 1954 eröffnete Museum ist das älteste Museum in der Normandie, das an die Geschehnisse während der Operation Overlord sowie der deutschen Besatzungszeit erinnert. Auf ca. 800 qu.m. werden 500 Objekte, Karten und Dokumente gezeigt. Ein Schwerpunkt ist die Résistance wie auch nationalsozialistische Propaganda.